# Jules Ramey
Étienne-Jules Ramey (født 23. maj 1796 i Paris, død 29. oktober 1852 sammesteds) var en fransk billedhugger. Han var søn af Claude Ramey.
Ramey var elev af sin far og École des beaux-arts. Han var som billedhugger en virtuos tekniker, der fik stor indflydelse på et kuld yngre franske billedhuggere. Et af hans mest kendte arbejder er gruppen Theseus og Minotaurus i Tuileries-haven. Blandt andre værker mærkes: Venus Falconieri (1820, museet i Dijon), basrelieffet Hektor kaster en stenblok (1816), helgenstatuer for kirker i Paris med mere.